# Sinal elétrico
O sinal elétrico é um termo que pode-se entender de duas maneiras:
- Tomando-se dois pontos carregados eletricamente, chama-se sinal elétrico a variação na diferença de potencial (ou tensão) entre estes pontos no decorrer do tempo;
- Analisando a corrente que passa por um condutor, chamamos de sinal elétrico a variação da corrente no decorrer do tempo.[1]

O sinal pode ser gerado artificialmente por um circuito eletrônico (oscilador). Entretanto, na maioria das aplicações práticas, o sinal elétrico representa a variação de outra grandeza física no decorrer do tempo, convertida em eletricidade por um transdutor.
Considera-se como sinal a informação útil para o circuito. Qualquer informação indesejada, inútil, ou nociva, introduzida involuntariamente no sistema, é considerada ruído.
Por exemplo, em um amplificador de som: a pessoa fala em um microfone, o transdutor. O microfone converte as ondas sonoras em uma tensão variável que pode ser medida entre os fios do microfone. Esta variação na tensão corresponde exatamente à frequência de oscilação das ondas sonoras emitidas. É o sinal elétrico puro. Contudo, ao se medir a tensão em um estágio adiante no circuito, pode-se perceber, por exemplo, que a rede elétrica da sala "contaminou" o sinal, isto é, por efeito da indução eletromagnética sobre os condutores do circuito, somou-se ao sinal original uma variação de tensão com a frequência de oscilação da rede (60 Hz no Brasil). Esta interferência indesejada da rede que é o ruído. Quando o circuito entrega o sinal amplificado ao alto-falante (nosso transdutor de saída), a interferência foi amplificada junto, e será percebida como um zumbido grave ao fundo da voz.
Há muitas outras fontes de ruídos que podem afetar o sinal elétrico, como descargas atmosféricas e raios cósmicos.

## Características
O sinal elétrico é determinado pelas seguintes características:
- Amplitude: é a intensidade da grandeza medida (a corrente ou, muito mais comum, a tensão);
- Frequência: é a repetição da oscilação por unidade de tempo.
- Fase: diz respeito ao ângulo inicial de oscilação de uma senoide. Aparece em circuitos reativos e capacitivos.

Os equipamentos mais usados para se medir as características do sinal são o osciloscópio e o analisador de espectro.

## Representação gráfica

Onda de forma senoidal (traço verde), como vista na tela de um osciloscópio.

Um sinal elétrico aleatório é estudado a partir de sua representação matemática no gráfico cartesiano. Para um mesmo sinal, há duas representações possíveis:
- No tempo: o eixo das abcissas representa o tempo decorrido, e o das ordenadas representa a amplitude do sinal. Este gráfico é chamado de forma de onda.
- Na frequência: o eixo das abcissas representa as frequências que compõem o sinal, e o das ordenadas representa a amplitude do sinal. Este gráfico é chamado de espectro de frequência.

Para um sinal senoidal puro (a rede elétrica residencial, por exemplo) ainda existe a representação fasorial, em que o módulo do vetor representa a amplitude e o argumento representa a defasagem do sinal em relação a um circuito puramente resistivo.

## Transformação
A partir da forma de onda, pode-se conhecer o espectro de frequência, e vice-versa, aplicando-se a transformada de Fourier, que decompõe qualquer forma de onda em um somatório hipotético de senoides, de frequências e amplitudes diversas.
As características do sinal são trabalhadas pelo circuito em função desta soma de senoides, e não do sinal real, que quase sempre é imprevisível.